# Benoît-Régis Richond
Pour les articles homonymes, voir Richond.
François Benoît Régis Richond, né au Puy-en-Velay le 10 février 1741, où il est mort le 11 octobre 1791, est un jurisconsulte, avocat et membre d'une des familles notable du Puy.
Il a été élu le 4 avril 1789 député du Tiers aux États généraux de 1789 par la sénéchaussée du Puy-en-Velay par 422 voix sur 509 votants.
Il prêta le serment du Jeu de Paume, mais il ne prit aucune part aux discussions de la Constituante et disparut de la scène politique après la session.
Son fils, Claude Francois Benoît Richond, prit sa suite et fut élu le 23 germinal an VI député de la Haute-Loire au Conseil des Cinq-Cents.
Ses petits-fils, Benoît Félix Richond fut horloger parisien et Louis Richond des Brus, chirurgien Aide-Major et Député de la Haute-Loire.

## Sources
- « Benoît-Régis Richond », dans Adolphe Robert et Gaston Cougny, Dictionnaire des parlementaires français, Edgar Bourloton, 1889-1891 [détail de l’édition]
- Jacqueline Tollet, Aspects de la ville du Puy aux débuts de la Révolution : in Cahiers de la Haute-Loire 1972, Le Puy-en-Velay, Cahiers de la Haute-Loire, 1972 (lire en ligne)